# Pianezze
Pianezze település Olaszországban, Veneto régióban, Vicenza megyében. Lakosainak száma 2169 fő (2023. január 1.). Pianezze Colceresa és Marostica községekkel határos.

## Népesség
A település népességének változása:
| Lakosok száma | 2173 | 2162 | 2169 |
|               | 2017 | 2018 | 2023 |